# جونیور بوئنو
جونیور بوئنو (انگلیسی: Junior Bueno؛ زادهٔ ۳ سپتامبر ۱۹۹۶) بازیکن فوتبال است.